# 安德拉努武里
安德拉努武里（Andranovory）為位在馬達加斯加的城鎮，由阿齊莫-安德列發那區圖利亞拉二縣（Toliara II District）管轄。2001年人口普查估計該城鎮人口約有31,000人。
該城鎮的教育機構設有小學和初級中學。該城鎮的居民主要從事農業，佔勞動人口的60%，另外有35%的居民從事畜牧業。玉米和棉花為該城鎮最主要的作物，而其他主要作物尚有木薯等。另外從事服務業的居民佔該城鎮勞動人口的5%。

## 地理
安德拉努武里鄰近主要公路國道7號（土雷爾－菲亞納蘭楚阿）。該城鎮距土雷爾（Tuléar）約70公里；距薩卡拉哈約64公里。該城鎮為國道10號起點所在地，與國道7號相交。